# Comisión Nacional para Prevenir y Erradicar la Violencia Contra las Mujeres
La Comisión Nacional para Prevenir y Erradicar la Violencia Contra las Mujeres (Conavim) es una entidad del gobierno federal mexicano y fue creado como un órgano administrativo desconcentrado de la Secretaría de Gobernación, su creación fue hecha por decreto de fecha 1 de junio de 2009 y vino a sustituir a la Comisión para Prevenir y Erradicar la Violencia Contra las Mujeres en Ciudad Juárez, (COVMCJ), que fue creada el 18 de febrero de 2004.

## Antecedentes
Desde el año de 1993, en Ciudad Juárez, Chihuahua, iniciaron una serie de asesinatos cometidos específicamente contra mujeres, que fueron aumentando día a día, tanto en la brutalidad, como en el número de feminicidios, por ello y en respuesta a los reclamos sociales, el presidente Vicente Fox, publicó en el diario oficial de la federación el 18 de febrero de 2004, un decreto mediante el cual se creaba la Comisión para Prevenir y Erradicar la Violencia Contra las Mujeres en Ciudad Juárez, comisión que vino a ser un órgano desconcentrado de la Secretaría de Gobernación y tenía como ámbito de competencia únicamente Ciudad Juárez. A efecto de llevar la protección contra la violencia de género a todo el país, el 2 de febrero de 2007 entró en vigor en todo el territorio nacional, la Ley General de Acceso de las Mujeres a una Vida Libre de Violencia y para evitar crear otra dependencia, sino aprovechar la estructura que ya se tenía en la COVMCJ, siendo publicada la creación de la CONAVIM el 1 de junio de 2009.

## Atribuciones
El decreto que creó la CONAVIM le otorgó, entre otras, las siguientes funciones:
- Declarar la alerta de violencia de género y notificarla al Titular del Poder Ejecutivo de la entidad federativa correspondiente
- Elaborar el Programa en coordinación con las demás autoridades que integran el Sistema Nacional
- Formular las bases para la coordinación entre las autoridades federales, locales y municipales para la prevención, atención, sanción y erradicación de la violencia contra las mujeres
- Diseñar la política integral con perspectiva de  género para promover la cultura de respeto a los derechos humanos de las mujeres
- Coordinar, a través de la Secretaría Ejecutiva del Sistema, la realización del Diagnóstico Nacional sobre todas las formas de violencia de género
- Habilitar representaciones temporales en cualquier parte del territorio nacional
- Promover la observancia de los principios del derecho internacional de los derechos humanos de las mujeres, así como el cumplimiento de las obligaciones del Estado Mexicano derivadas de los convenios, acuerdos y tratados internacionales de los que forma parte